# Mimbral (pedanía)
El Mimbral fue una pedanía de Jerez de la Frontera hasta su desaparición por la construcción del Pantano de Guadalcacín II. Actualmente pertenecería al término municipal de San José del Valle
El poblado y su ermita (cuya feligresía incluía la mayoría de poblaciones de los Montes de Propio de Jerez) se pueden ver cuando las reservas de agua del pantano bajan. Existen evidencias de la existencia de una venta en el lugar a principios del siglo XVIII

## Historia

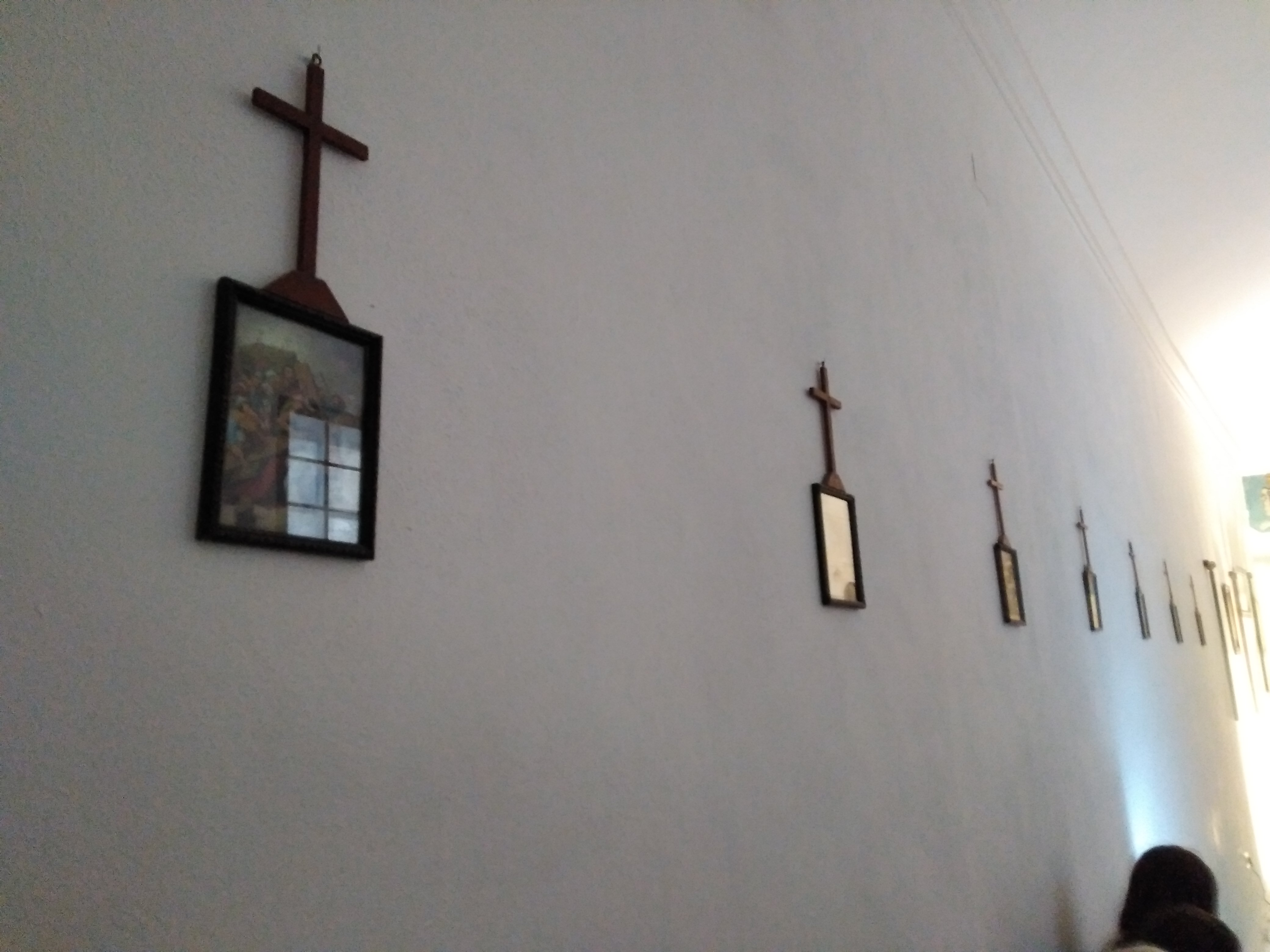
Mobiliario originario de la ermita, actualmente en el Castillo de Gigonza

Lugar de paso de la campiña de Jerez a los Alcornocales, parte de su población se vio afectada por los sucesos del Cortijo de El Marrufo en la Guerra civil. El cura de la ermita registró las defunciones de los desaparecidos de su feligresía fusilados en la finca y alrededores, muchos de ellos enterrados de su campo santo.